# Gyranthera darienensis
Gyranthera darienensis är en malvaväxtart som beskrevs av Henri François Pittier. Gyranthera darienensis ingår i släktet Gyranthera och familjen malvaväxter. Inga underarter finns listade i Catalogue of Life.